# Arrêtez-moi là
Pour plus de détails, voir Fiche technique et Distribution.
Arrêtez-moi là est un film dramatique français réalisé par Gilles Bannier et sorti le 6 janvier 2016.
Le film est tiré d'un roman d'Iain Levison, inspiré de l'enlèvement d'Elizabeth Smart.

## Synopsis
Samson Cazalet (Reda Kateb), chauffeur de taxi dans la région niçoise, est accusé d'avoir enlevé la fille d'une cliente (Léa Drucker) qu'il avait récupérée à l'aéroport. De nombreux faits, qui isolément seraient anodins, l'accusent. La police bâcle l'enquête, son avocat est plutôt dilettante et il se retrouve aux assises sentant la machine judiciaire se refermer sur lui comme un piège.

## Fiche technique
- Titre : Arrêtez-moi là
- Réalisation : Gilles Bannier
- Scénario : Gilles Bannier et Nathalie Hertzberg d'après l'œuvre de Iain Levison
- Musique : Siegfried Canto et Hervé Salters
- Montage : Peggy Koretzky
- Photographie : Alain Marcoen
- Costumes : Laure Villemer
- Décors : Philippe Van Herwijnen
- Producteur : Anne Derré et Agathe Berman
  - Coproducteur : Sylvain Goldberg, Serge de Poucques, Adrian Politowski, Gilles Waterkeyn et Nadia Khamlichi
- Production : Legato Films
  - Coproduction : Nexus Factory et UMedia
  - En association avec : SofiTVciné 2
- Distribution : EuropaCorp Distribution
- Pays d'origine :  France
- Durée : 94 minutes
- Genre : drame
- Dates de sortie :
  - France : 29 août 2015 (Festival du film francophone d'Angoulême) et 6 janvier 2016 (sortie nationale)

## Distribution
- Reda Kateb : Samson Cazalet
- Léa Drucker : Louise Lablache
- Gilles Cohen : Maître Portal
- Erika Sainte : Elisabeth Ostrovsky
- Themis Pauwels : Mélanie Lablache, la fille de Louise, 11 ans
- Stéphanie Murat : Maître Hélène Lafferière
- Luc-Antoine Diquéro : le flic en bleu
- Quentin Baillot : le flic en rouge
- François Chattot : le président de la cour d'assises
- Julia Piaton : le juge d'instruction
- Cosme Castro : Herrero
- François Caron : l'avocat général
- Barbara Bolotner : l'employée de la SPA
- Nicole Shirer : Mme Cravate, la voisine âgée
- Sabina Sciubba : chanteuse promenade
- Agathe Berman : employée compagnie aérienne
- Sandrine Blancke : greffière des assises
- Tien Shue : Lu-Pan